# شعلة (فلم 1996)
شعلة (بالإنجليزية: Flame) هُو فيلم حربي زيمبابوي صدر سنة 1996 وأخرجته إنغريد سنكلير.

## وصلات خارجية
- شعلة على موقع IMDb (الإنجليزية)
- شعلة على موقع روتن توميتوز (الإنجليزية)
- شعلة على موقع أول موفي (الإنجليزية)
- شعلة على موقع فيلمافينيتي (الإسبانية)
- شعلة على موقع قاعدة بيانات الفيلم (الإنجليزية)
- شعلة على موقع ليتربوكسد (الإنجليزية)
- شعلة على موقع كينوبويسك (الروسية)